# Bulles (Oise)
Pour les articles homonymes, voir Bulles.
Bulles est une commune française située dans le département de l'Oise, en région Hauts-de-France.
Ses habitants sont appelés les Bullois et les Bulloises.

## Géographie

### Description
Bulles est un bourg périurbain du Plateau picard, situé à 66 km au nord de Paris, 18 km à l'est de Beauvais, 36 km à l'ouest de Compiègne et 48 km au sud d'Amiens. Il est facilement accessible depuis l'autoroute A16 et la route nationale 31.
La commune est traversée par le méridien de Paris, matérialisé par la méridienne verte.
Au début du XIXe siècle, le territoire communal était décrit comme « traversé du nord au midi par la Brêche , forme à l'est de cette rivière une suite de coteaux séparés par cinq vallons ou ravins; il n'a qu'une étendue médiocre sur l'autre versant ; la vallée elle-même sert de limite vers le nord et vers le midi ».

### Communes limitrophes
| Essuiles    | Le Plessier-sur-Bulles Le Mesnil-sur-Bulles |           |
| Rémérangles | Bulles                                      | Fournival |
|             | Litz                                        | Étouy     |

### Géologie et relief
Le territoire communal s'étend entre 71 et 141 mètres au-dessus du niveau de la mer. La mairie se situe à 88 mètres. Le point le plus bas se situe dans l'aval du cours de la Brêche, au niveau de Lorteil alors que le point le plus élevé se trouve à la limite nord de la commune avec Le Mesnil-sur-Bulles. Les hameaux de Monceaux et de Lorteil se trouvent à 81 mètres, Sainefontaine aux alentours de 99 mètres et le lieu-dit le Moulin de Bulles à 78 mètres. Le territoire forme à l'est de la Brêche une suite de coteaux séparés par cinq vallons ou ravins (vallées du bois de la Truie, du Mesnil, Descorette, du bois, de Bulles et Julienne).
La craie noduleuse apparaît dans la vallée de la Brêche. La partie inférieure du banc de craie a été exploité autrefois comme pierre à bâtir, notamment à Bulles. Les talus des vallons laissent à découvert des bancs inférieurs de craie qui diffèrent un peu de cette première couche. On peut remarquer qu'à une profondeur de quelques mètres, les silex pyromaques ne forment plus de lits horizontaux, mais qu'ils sont disséminés dans la masse calcaire. Les gros silex qu'on voit de tous côtés dans la vallée de la Brêche depuis Hatton (commune d'Essuiles) jusqu'à Étouy proviennent de cet étage. Les anciennes carrières de Bulles, dans le vallon du Mont-Plaisant, montrent de bas en haut de la craie blanche, jaune mêlée de points noirs, blanche traversée par des nœuds et des filets compactes, de la craie dure blanche, puis avec du gros silex. On voit des cailloux en abondance autour du village et de Montceaux. On remarque des dépôts d'argile fine au-dessus du bourg. Il y a un lambeau de sable tertiaire rubané au sommet de la colline du Châtelet. Il est recouvert de silex pyromaques amoncelés et de galets enfouis dans une terre argileuse rougeâtre. Le sable est jaune et sans fossiles. On trouve une tourbière dans la vallée de la Brêche, vis-à-vis du hameau de Monceaux. Celle-ci est inondée en hiver, paraît avoir six à huit mètres d'épaisseur. La commune se situe en zone de sismicité 1, c'est-à-dire au risque très faible.

### Hydrographie

#### Réseau hydrographique
La commune est située dans le bassin Seine-Normandie. Elle est drainée par la Brèche, le cours d'eau 01 de la Rue Buru et le cours d'eau 01 du Coin Godard,,.
La Brêche, sous-affluent de la Seine, traverse  la commune en provenance du nord-ouest. Prenant sa source à Reuil-sur-Brêche et se jette dans l'Oise à Villers-Saint-Paul, Elle passe ensuite au hameau de Sainefontaine où elle se divise en deux bras. Le bras nord passe à proximité du bourg de Bulles alors que le bras sud traverse le hameau du moulin de Bulles où l'on trouve la présence de cressonnières.  Plus en aval, les deux bras se rejoignent puis  le cours d'eau se sépare à nouveau en deux bras avant de quitter le territoire communal.
La Fausse Brêche, prenant sa source dans un étang proche du hameau de Monceaux draine également Bulles. Après avoir traversé un étang au lieu-dit « les Hauts Prés », celui-ci se divise en deux bras qui se rejoignent à la limite communale avec Litz.
De nombreux étangs sont situés dans la vallée formée par ces rivières : au lieu-dit « le Flandre », au sud du village de Bulles ; au sud du hameau de Monceaux et au lieu-dit les Hauts-Prés. Les zones les moins élevés du territoire se situent au-dessus de plusieurs nappes phréatiques sous-affleurantes.

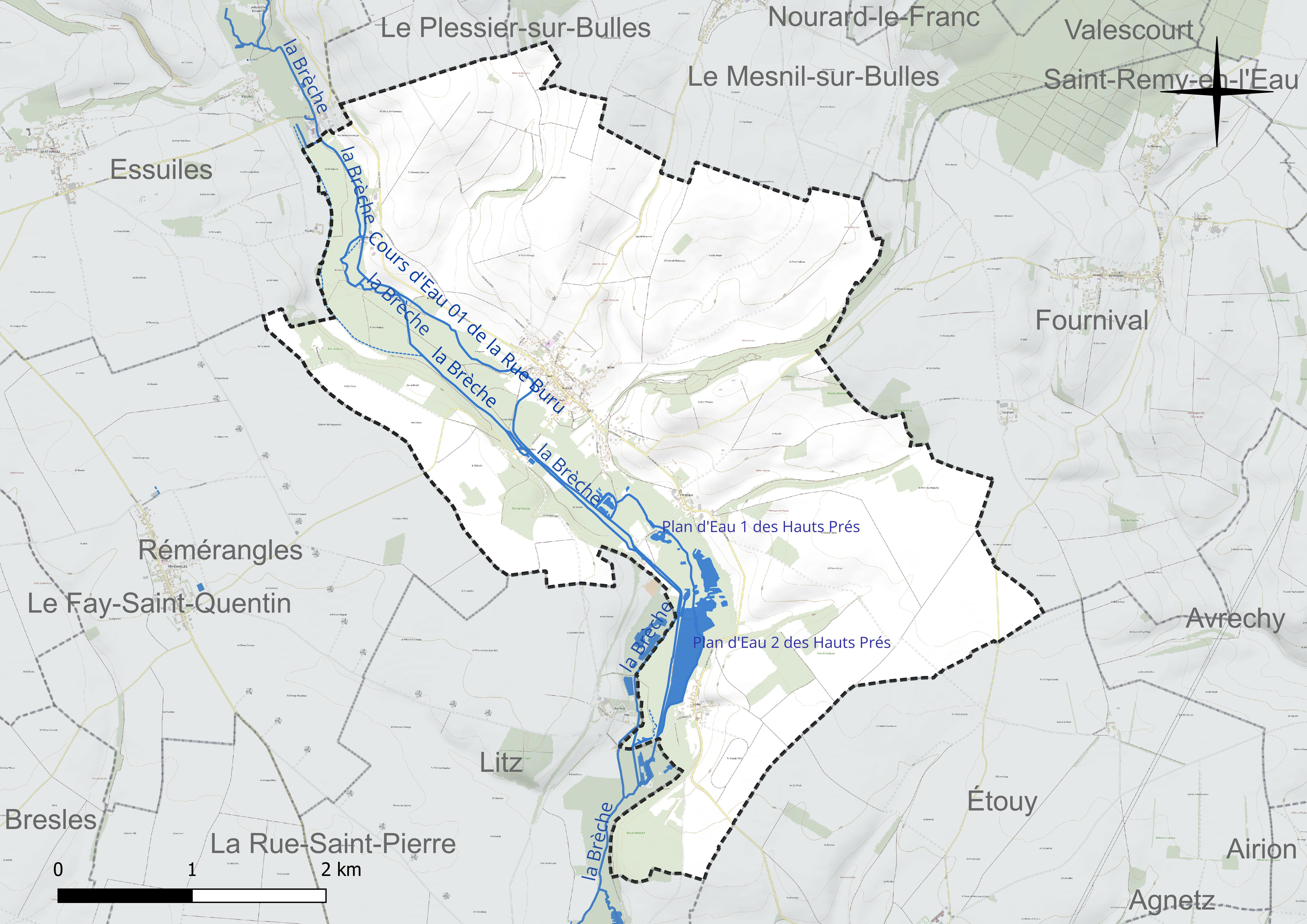
Réseau hydrographique de Bulles.

Deux plans d'eau complètent le réseau hydrographique : le plan d'eau 1 des Hauts Prés (0,9 ha) et le plan d'eau 2 des Hauts Prés (16,9 ha),.

#### Gestion et qualité des eaux
Le territoire communal est couvert par le schéma d'aménagement et de gestion des eaux (SAGE) « Sensée ». Ce document de planification concerne un territoire de 492 km2 de superficie, délimité par le bassin versant de la Brêche. Le périmètre a été arrêté le 9 février 2017 et le SAGE proprement dit a été approuvé le 25 novembre 2021. La structure porteuse de l'élaboration et de la mise en œuvre est le syndicat mixte du Bassin Versant de la Brèche (SMBVB).
La qualité des cours d'eau peut être consultée sur un site dédié géré par les agences de l'eau et l'Agence française pour la biodiversité.

### Climat
Pour des articles plus généraux, voir Climat des Hauts-de-France et Climat de l'Oise.
En 2010, le climat de la commune est de type climat océanique dégradé des plaines du Centre et du Nord, selon une étude du CNRS s'appuyant sur une série de données couvrant la période 1971-2000. En 2020, Météo-France publie une typologie des climats de la France métropolitaine dans laquelle la commune est exposée à un climat océanique et est dans la région climatique Nord-est du bassin Parisien, caractérisée par un ensoleillement médiocre, une pluviométrie moyenne régulièrement répartie au cours de l'année et un hiver froid (3 °C).
Pour la période 1971-2000, la température annuelle moyenne est de 10,5 °C, avec une amplitude thermique annuelle de 14,3 °C. Le cumul annuel moyen de précipitations est de 644 mm, avec 10,8 jours de précipitations en janvier et 7,8 jours en juillet. Pour la période 1991-2020, la température moyenne annuelle observée sur la station météorologique la plus proche, située sur la commune de Tillé à 15 km à vol d'oiseau, est de 11,0 °C et le cumul annuel moyen de précipitations est de 655,5 mm,. Pour l'avenir, les paramètres climatiques de la commune estimés pour 2050 selon différents scénarios d'émission de gaz à effet de serre sont consultables sur un site dédié publié par Météo-France en novembre 2022.

### Milieux naturels et biodiversité
Hormis les zones urbanisées, qui couvrent 62 hectares, soit 3,7 % du territoire, le territoire  se compose à 68,8 % de cultures sur 1 160 hectares et à 22,7 % d'espaces boisés sur 383 hectares[Quand ?].
Ces derniers s'étendent dans le fond de la vallée de la Brêche, sur les coteaux comme les bois du Hours et du Houssoy à l'ouest, les bois de Blémont et de la Dame au sud, le bois des Bouleaux à la limite orientale de la commune et le bois Jean Madelon au nord. Les espaces humides tel que les mares, cours d'eau et marais représentent 11 hectares (0,7 % de la superficie), entre la Brêche et la Fausse Brêche à l'ouest de Lorteil. 64 hectares de vergers et prairies et 5 hectares de délaissés urbains et ruraux complètent les différents milieux,.
Les bords de la Brêche faisant partie du réseau salmonicole du plateau picard sont inscrits en Zone naturelle d'intérêt écologique, faunistique et floristique de type 1. Les vallées de la Brêche et du Bois constituent des corridors écologiques potentiels sur le territoire.

## Urbanisme

### Typologie
Au 1er janvier 2024, Bulles est catégorisée bourg rural, selon la nouvelle grille communale de densité à sept niveaux définie par l'Insee en 2022.
Elle est située hors unité urbaine. Par ailleurs la commune fait partie de l'aire d'attraction de Paris, dont elle est une commune de la couronne,.

### Occupation des sols
L'occupation des sols de la commune, telle qu'elle ressort de la base de données européenne d'occupation biophysique des sols Corine Land Cover (CLC), est marquée par l'importance des territoires agricoles (75,2 % en 2018), une proportion sensiblement équivalente à celle de 1990 (75 %). La répartition détaillée en 2018 est la suivante : 
terres arables (73 %), forêts (22,2 %), zones urbanisées (2,6 %), zones agricoles hétérogènes (2,2 %). L'évolution de l'occupation des sols de la commune et de ses infrastructures peut être observée sur les différentes représentations cartographiques du territoire : la carte de Cassini (XVIIIe siècle), la carte d'état-major (1820-1866) et les cartes ou photos aériennes de l'IGN pour la période actuelle (1950 à aujourd'hui).

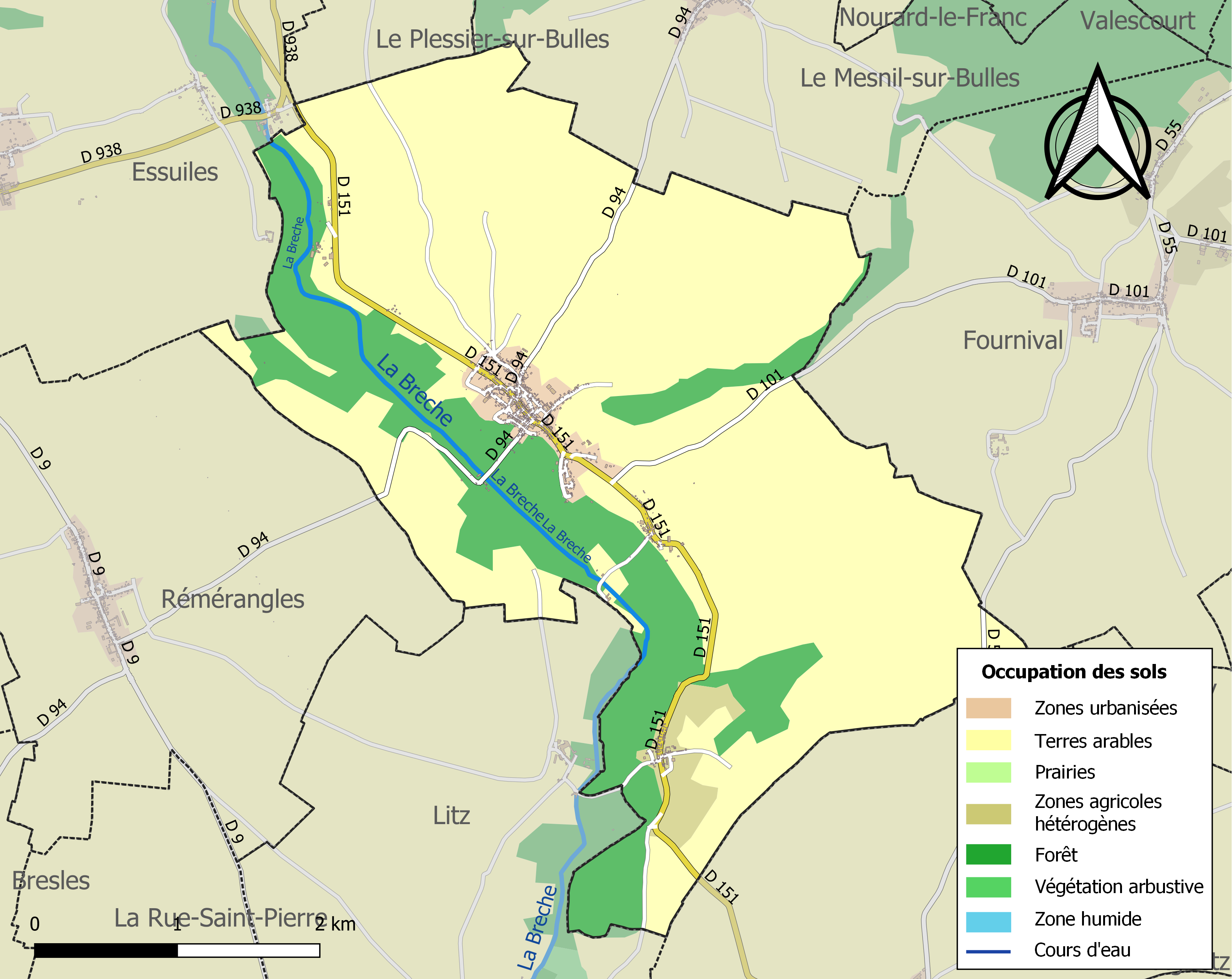
Carte des infrastructures et de l'occupation des sols de la commune en 2018 (CLC).

### Morphologie urbaine
Avant la fin du XIXe siècle, le village était composé de 206 feux, situé sur la rive gauche de la Brêche[réf. nécessaire].
Comme tous les anciens sites fortifiés, les maisons y étaient groupées dans un espace assez restreint. Les principales rues sont les rues de Clermont, du Château, du Mesnil, du Tureau, la grande rue Notre-Dame, les rues du Bosquet, du Pont, des Telliers, des Porcelets, du Jeu-de-Paume et du Houssoy. On y voit deux places dites du Château et du Calvaire. Un moulin et deux maisons formaient l'écart du Châtelet, sur la rive droite de la Brêche. Le hameau de Foudraine, situé dans la vallée, en amont de Bulles, qui comprenait encore trois maisons en 1837, n'existe plus. Monceaux était un hameau de 19 feux, situé au-dessous de Bulles sur le coteau qui borde la rive gauche de la Brêche. 9 maisons formaient, à l'est de Bulles, un écart nommé Bel-Air. Lorteil était un hameau de 31 maisons, situé sur la rive gauche de la Brêche, en face de Wariville (hameau de la commune de Litz). De nos jours, le village de Bulles s'est étendu le long des rues du Bel-Air, de la Gare, Tureau, Massin et du Plessier.

### Habitat et logement
En 2018, le nombre total de logements dans la commune était de 392, alors qu'il était de 383 en 2013 et de 361 en 2008.
Parmi ces logements, 88,8 % étaient des résidences principales, 6,1 % des résidences secondaires et 5,1 % des logements vacants. Ces logements étaient pour 94,6 % d'entre eux des maisons individuelles et pour 5,1 % des appartements.
Le tableau ci-dessous présente la typologie des logements à Bulles en 2018 en comparaison avec celle de l'Oise et de la France entière. Une caractéristique marquante du parc de logements est ainsi une proportion de résidences secondaires et logements occasionnels (6,1 %) supérieure à celle du département (2,5 %) et à celle de la France entière (9,7 %). Concernant le statut d'occupation de ces logements, 83 % des habitants de la commune sont propriétaires de leur logement (82,7 % en 2013), contre 61,4 % pour l'Oise et 57,5 pour la France entière.
| Typologie                                               | Bulles | Oise | France entière |
| ------------------------------------------------------- | ------ | ---- | -------------- |
| Résidences principales (en %)                           | 88,8   | 90,4 | 82,1           |
| Résidences secondaires et logements occasionnels (en %) | 6,1    | 2,5  | 9,7            |
| Logements vacants (en %)                                | 5,1    | 7,1  | 8,2            |

### Hameaux et lieux-dits
L'habitat communal est réparti dans les hameaux suivants:
- Bulles, chef-lieu au centre du territoire ;
- Monceaux, au sud-est de Bulles, sur la RD 151 ;
- Lorteil, à la limite sud de la commune, sur la RD 151 également ;
- Sainefontaine, à l'ouest, entre la Brêche et la RD 151 ;
- le Chaufour, à l'ouest au bord de la RD 151 ;
- Moulin de Bulles ou le Châtelet, à l'ouest du chef-lieu, sur la RD 94 au bord de la Brêche ;
- Bel-Air, aujourd'hui intégré au village, au nord-est.

### Voies de communication et transports
Bulles est desservie par trois routes départementales : la RD 94, la RD 101 et la RD 151 : 
- Le principal axe routier est la route départementale 151, reliant Clermont (Agnetz) à Grandvilliers. Celui-ci arrive sur le territoire communal au sud en passant par la rue du Bois de la Dame (hameau de Lorteil), la rue du Pré-Brulé (hameau de Monceaux) puis par la rue de Clermont, la Grande-Rue-Notre-Dame et la rue de Crèvecœur lors de sa traversée du chef-lieu Bulles. Lors de son passage près du hameau de Sainefontaine, cette route s'appelle également rue de Crèvecœur. Cette voie quitte ensuite la commune pour rejoindre Hatton.
- La route départementale 94, reliant Bresles à Mory-Montcrux arrive de l'ouest, passe par le hameau du moulin de Bulles puis traverse par la rue du Houssoy, rejoint la RD 151 puis rejoint Le Mesnil-sur-Bulles par la rue du Mesnil.
- La route départementale 101, reliant Bulles à Estrées-Saint-Denis quitte la RD 151 entre le hameau de Monceaux et Bulles pour rejoindre Fournival, à l'est. Quelques routes communales relient ces routes départementales à des communes voisines ou à des lieux-dits isolés du territoire : ainsi, depuis le hameau de Lorteil, on peut rejoindre celui de Wariville (commune de Litz) par la rue du même nom. Une seconde route au sud de Lorteil se sépare de la R D 151 pour rejoindre Litz, au sud. Partant de Monceaux, la rue de Beauvais franchît la Brêche puis se termine en impasse. La rue du Bel-Air part du village pour rejoindre le lieu-dit du même nom. Le chemin du Plessier, au nord, quitte le village, traverse la vallée du bois de la Truie puis se termine en impasse au niveau du lieu-dit le haut-bourgeon. Une dernière route part de la croix caucuit puis se termine à la vallée du bois de la Truie[2].

Les gares les plus proches sont celles de Saint-Just-en-Chaussée  et de Clermont-de-l'Oise, toutes deux situées sur la ligne Paris-Nord - Lille et desservies par des trains TER Hauts-de-France des lignes C10, C11, K10 et P10 assurant des liaisons entre Paris-Nord, Creil, Saint-Just-en-Chaussée et Amiens.
La commune est desservie, en 2023, par les lignes 613, 6313, 6314, 6344 et 6347 du réseau interurbain de l'Oise.
Bulles se trouve à une quinzaine de kilomètres à l'ouest de l'aéroport de Beauvais-Tillé et à une cinquantaine au nord de l'aéroport de Paris-Charles-de-Gaulle.
Bulles est traversée par le sentier de grande randonnée 124 reliant Cires-lès-Mello (Oise) à Rebreuviette (Pas-de-Calais). Arrivant sur le territoire au sud par le chemin de Wariville, il traverse le bois du Houssoy puis passe au hameau du moulin du Bulles. Rejoignant le village de Bulles par la D 94, il passe par la rue de Clermont puis, au niveau de la rue de la Gare, rejoint un chemin. Il quitte la commune par la vallée du Bois pour rejoindre le territoire du Mesnil-sur-Bulles.

## Toponymie
La commune a porté différents noms au cours de son histoire : 
- 696 : « Bubularum castrum »
- 1075 :  « Bubulæ »[a 1]ou « Bubula vicus »
- 1080 :  « Bullae »[a 1]
- 1175 :  « Bulæ »[a 1]
- 1201 :  « Bules »[a 1]
- XIVe siècle : « Bugliæ » ou « Bulleia »[a 1]
- De nos jours : « Bulles »

Bubularum castrum en 696 est à rapprocher du nom du « château des viandes de bœuf »,.

L'origine du nom Les Bulles viendrait de Bûle ou Bûre qui désigne en ancien français une hutte, un grand tas conique ou carré de branches, haut comme une maison et destiné à être brûlé (Jean Haust). La tradition des grands feux, reliquat des coutumes celtes, renaît aujourd'hui dans de nombreux villages. Un grand feu de réjouissance était allumé le jour des bures, dit aussi « jour des brandons ».
Le hameau de Lorteil s'est appelé « Lortheul » ou « Lhorteuil » qui tire son nom de « Hortalilium », « Horteil », signifiant « petit jardin ».

## Histoire

### Des origines au Haut Moyen Âge
Bulles  aurait été vraisemblablement située sur la voie romaine de Beauvais à Bavay. Bulles est l'une des localités les plus anciennes de la région. Ce lieu était déjà habité dès l'époque romaine, comme le prouvent les tuiles et les poteries trouvées près du Châtelet. Il le fut également sous les Mérovingiens. Les cimetière de Licisets et Monceaux remontent à cette époque.
Le roi Childebert Ier et l'évêque de Beauvais, Constantinus, donnent, au IVe siècle, à l'abbaye Saint-Lucien de Beauvais, les églises et toute la ville de Bulles. Les religieux la possèdent dès l'invasion des Vikings, qui, au IXe siècle dévastent  plusieurs fois le pays. Pendant une de leurs incursions, ils ruinent la ville de Bulles en 852. Pour se protéger les habitants auraient creusé dans la craie des souterrains, appelés « forts » ou Muches, qui se trouvent sous presque toutes les maisons du village, où ils se réfugient avec leurs provisions. À la faveur de ces temps troublés, des personnages, qui avaient sans doute défendu le pays contre les envahisseurs, s'emparent du domaine de Bulles, d'autant plus facilement que les religieux de Saint-Lucien n'attachent pas grande importance à la possession d'une ville entièrement dévastée. En 1030, on trouve la mention du premier seigneur de Bulles, Ascelin, qui s'intitule vassal de l'église de Beauvais. Goscelin de Bulles, surnommé « l'Enfant », fils d'Ascelin, lui succéde.
En 1963, des fouilles archéologiques mettent  au jour plus de 830 tombes datant du Ve siècle et du VIIIe siècle au hameau de Sainefontaine. Près du chemin qui conduit de Monceaux à la ferme de Cohen (commune d'Étouy), on a exploré un cimetière mérovingien composé de plus de 1 000 tombes, où l'on découvre un grand nombre de poteries, des armes, objets de toilette, bijoux et ornements.

### Moyen Âge
Après Hugues de Dammartin, la seigneurie de Bulles passa à sa fille, Alice, qui avait épousé Lancelin de Beauvais. Devenue veuve, Alice fonde le prieuré de Wariville vers 1130 et établit les religieux de Citeaux à l'abbaye de Froidmont en 1134. Ses fils, Lancelin, Manassé, Renaud et Thibaut, portent tous ensemble le titre de seigneurs de Bulles en 1147. Manassé, par son mariage seigneur de Milly-sur-Thérain, vers 1135 l'abbaye de Beaupré. Passionné par les exhortations de saint Bernard, il prend la croix avec Louis VII en 1146 et meurt, le 7 janvier 1148, au combat du mont Cadmus. Ses trois frères continuent à posséder ensemble la terre de Bulles. Renaud, qui meurt vers 1165, laisse seul des enfants, deux filles : Ermentrude, mariée à Guillaume de Mello, et Philippe, qui épouse Robert de Conty. Ces deux seigneurs possédaient aussi en commun la seigneurie de Bulles  et il en est de même de leurs descendants jusqu'au XIVe siècle.
Guillaume et Robert concédèrent en 1181 une charte communale de commune aux habitants. Robert de Conti prend part en 1190 à la troisième croisade. En 1208, il est encore seigneur de Bulles. La descendance des Mello et des Conti continue jusqu'au milieu du XIVe siècle. La terre de Bulles est alors acquise, par portions successives, de 1340 à 1425 par les comtes de Clermont. Elle constituait la seigneurie la plus importante du comté. De Luçay[Qui ?] nous apprend en effet qu'elle comptait, en 1373, 240 vassaux et même 497, en y comprenant Milly. Les habitants de Bulles obtiennent en 1181 de leurs seigneurs, Guillaume de Mello et Robert de Conti, une charte communale  sur le type de celle de Chambly. Les principales dispositions qu'elle comporte concernent la punition des crimes et des délits, le taux des amendes, la fixation des redevances dues aux seigneurs, les obligations des habitants en cas de guerre, le ban du vin. Au Moyen Âge, le hameau de Monceaux est le siège d'une petit seigneurie indépendante.
Witasse ou Eustache de Conti, seigneur de Bulles, par un acte de 1296, fait quelques réclamations du maire et des pairs, concernant la justice, le péage sur les chaussées et la liberté de vente des denrées dans la ville. En 1320, Louis Ier de Bourbon, comte de Clermont, confirme la charte communale de 1181, sauf les cas de viol et d'homicide, qui, au lieu d'être rachetables l'un pour 67 sous, l'autre pour 10 livres, sont dorénavant punis suivant la coutume du comté de Clermont rédigée par Beaumanoir.
Au milieu du XIVe siècle, des seigneurs de Bulles donnent aux habitants le bois du Mont, précédemment appelé les pâtis de Bulles, et les marais et rivières de Bulles. C'est pour ces biens que la commune payait chaque année, le jour de la Saint-Rémi, un cens de 81 livres 18 sous 2 deniers.
Il y a alors deux château à Bulles : l'un était situé sur la rive droite de la Brêche, au lieu-dit « le Châtelet », sur un coteau au sud-ouest de la ville qu'il domine entièrement, et appelé  le donjon de Bulles. Jean de Barbenchon et Louis d'Auxy le tiennent en commun en 1373. Ce château fort est attaqué à plusieurs reprises pendant la guerre de Cent Ans.
En 1432, le roi Charles VII, ordonne de détruire les forteresses qui n'étaient pas tenables, celle de Bulles comprise, dont s'était emparé Karados de Quesnes. Ce capitaine a donc dû la raser.
Plusieurs foires existent alors à Bulles : une seule a survécu jusqu'au XIXe siècle, celle du Vendredi saint. Les 2 autres ont lieu le jour de la Saint-Mathias au mois d'août et le 18 octobre, le jour de la Saint-Luc. Cette dernière est spécialement consacrée à la vente de toiles fines et attire  de nombreux acheteurs. Le marché de Bulles se tient depuis longtemps le vendredi de chaque semaine.

### De la Renaissance auXVIIesiècle
En outre du cens annuel, les habitants de Bulles sont tenus de faire célébrer tous les ans, dans l'église paroissiale, trois services solennels pour les âmes des seigneurs et dames donateurs de ces bois et pâturages. Comme les donations avaient été faites à la commune de Bulles, les habitants du Mesnil-sur-Bulles, qui étaient communiers de Bulles, recevaient un tiers des affouages du bois du Mont, et de même à Rémérangles, les tenanciers du fief de Gannes, qui étaient compris dans la banlieue de Bulles, avaient droit au pâturage dans les marais. Ces biens communaux sont amortis par François Ier en 1521.
Les privilèges de la commune de Bulles sont confirmés à nouveau en 1486 par Pierre II de Bourbon, en 1549 par Henri II et en 1574 par Henri III. On crée en 1531 une prévôté royale du ressort du bailliage de Clermont. Lors de l'établissement du présidial de Beauvais, les appels de la prévôté de Bulles sont soumis à ce piédestal.
Le second château de Bulles est situé à l'intérieur des murailles de la ville. Occupé par les troupes royales depuis octobre 1589, il est repris pendant les  guerres de Religion début mars 1590 par les ligueurs de Beauvais, qui ne le conservent que quelques mois. Retombé au pouvoir des soldats de Henri IV, il est habité quelques mois par ce prince en  janvier 1591, après le siège de La Neuville-en-Hez.
Après avoir été durant une partie du XVIe siècle  propriété de la famille d'Argilière, la seigneurie de Monceaux appartient en 1619 à Simon Vigneron, lieutenant particulier du bailliage de Clermont. Il obtient de l'évêque de Beauvais la permission de faire construire une chapelle à Monceaux, à cause de la grande incommodité pour aller, à certains moments, à l'église de Bulles,à condition qu'on y dirait plus la messe basse que pour lui et ses domestiques[pas clair], sans bénédiction d'eau et de pain.
Cette petite terre est  ensuite acquise par les religieuses de Wariville.
La seigneurie du hameau de Lorteil, après avoir été également au XVe siècle aux d'Argilière, est acquise en 1641 par les religieuses de Wariville pour 18 000 ivres. La ferme de Lorteil en  était le principal manoir. Les religieuses possèdent également, à Lorteil, un petit bâtiment qui servait d'école.
Bulles a été pendant plusieurs siècles le centre de la culture du lin et de la fabrique de toiles dites de Bulles ou de demi-hollande, et la prospérité de la ville baisse avec la réduction du  commerces des toiles de lin.
Durant la Guerre de Trente Ans, le 4 août 1636, les Espagnols passent la Somme et se répandent dans tout le pays jusque près de Beauvais et Clermont, mettant tout à feu et à sang, pillant, tuant, brûlant, n'épargnant ni églises ni couvents. Les habitants des villages se retranchent dans les villes entourées de murailles ou dans les bois. Les faubourgs de Bulles, qui s'étendaient en dehors des murs, sont incendiés et toutes les maisons détruites. Le 12 août 1636, les Espagnols, commandés par Jean de Werth, pénètrent dans la ville, brûlent une partie de l'église, le château et nombre de maisons, détruisant l'industrie commerçante de la ville, qui ne s'en releva jamais. On a dit que les Espagnols voulaient  se venger de cette façon de la concurrence que les lins de Bulles faisaient à celle des Pays-Bas.
Le roi, pour engager les habitants à retourner dans leur ancienne ville et à rétablir leurs maisons, fait remise à la paroisse de sept années de taille.
En juin 1683, un sieur de May, mousquetaire du roi, obtient un brevet royal lui concédant les bois et les marais de Bulles comme appartenant au domaine. Les habitants protestent et un jugement  du 8 août 1684 confirme leurs droits dans la possession de leurs communes.
Il existait en la paroisse une chapelle de la Madeleine, à la collation du prieur, et qui disparait dès le XVIIe siècle. La léproserie ou maladrerie de Bulles est située au-delà de la porte de Clermont, près du chemin de Monceaux à Bulles, au lieu appelé encore aujourd'hui « Saint-Ladre », où il  existait une chapelle à la nomination du prieur. Dès le XVIe siècle, léproserie et chapelle ne sont plus desservies par un prêtre. La chapelle existe encore en 1760.

### Époque moderne

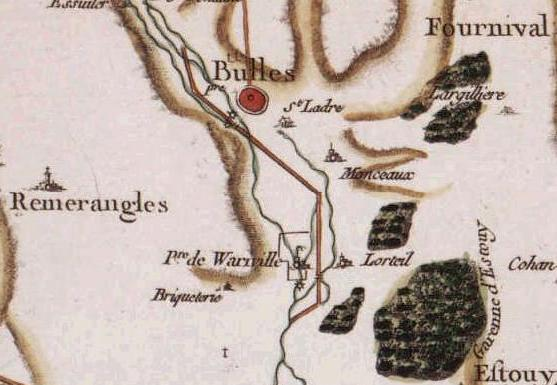
Bulles, carte de Cassini.

Bulles eut à supporter dix incendies en 100 ans, et celui de 1715 a détruit  plus de 100 maisons. La grêle et les inondations ont ravagé le territoire en mai 1711. Le château de Bulles incendié n'a pas été reconstruit. En février 1750, son emplacement est arasé et planté d'ormes, en réjouissance de la convalescence du prince de Condé, seigneur de Bulles.
Les anciennes murailles qui entouraient la ville, à moitié détruites par les Espagnols, ne sont plus entretenues, et il en subsiste à peine aujourd'hui quelques vestiges. Les fossés sont renfermés dans les jardins des particuliers. Des quatre portes du Moulin, de Beauvais, de Clermont et d'Amiens, qui donnaient accès à la ville, la porte de Clermont, restée debout la dernière, a été démolie en 1834.
Sous l'Ancien RégimeÀ la tête de la commune était un maire, assisté de six pairs. Le nombre de pairs est réduit à deux en 1774. L'élection se faisait le jour de la Trinité. La commune avait un sceau représentant une enceinte de ville avec un donjon à galerie de quatre fenêtres, avec cette légende : « sigillum communie Bullarum ». Sur le contre-sceau était figuré un château à trois tours, avec porte et une fenêtre à la tour du milieu, avec la légende : « sigillum majoris de Bullis ad causas ».
Bulles porte, jusqu'à la Révolution française, le titre de ville. « On le lui donna encore aujourd'hui », écrivait un historien au XVIIIe siècle. Le 1er mars 1789, les habitants réunis devant François Levasseur, maire de Bulles, rédigent leur cahier de doléances : leur territoire, disent-ils, n'est composé que de coteaux et de vallons d'une terre d'une mauvaise nature, et d'une culture très difficile. Les récoltes, très médiocres, sont encore exposées aux incursions et dégâts du grand et petit gibier. Ils réclament : la suppression de tous les privilèges, l'égalité des trois ordres devant l'impôt, la confection d'un cadastre, la suppression des droits d'aides, de gabelle, des dîmes et autres que celles des quatre grains principaux, l'économie dans les abbayes et le produit de cette économie attribué aux curés, la gratuité des baptêmes, mariages et enterrements, la suppression de la milice et des droits féodaux, l'uniformité des poids et mesures, la suppression des huissiers-priseurs et l'établissement de péages sur les grandes routes. Les députés de la paroisse sont Fabien Coulon et Samson Lefebvre, anciens maires, et Antoine Vaillant. En 1789, on comptait à Bulles 20 musquiniers[C'est-à-dire ?] et 21 compagnons musquiniers. Cette industrie était  totalement disparue en 1890.
En 1843, Louis Graves indique que la commune est propriétaire du presbytère, de la mairie, de l'école, et de cent hectares de bois, ainsi que d'une sablonnière, deux hectares de prairies et environ huit de friches. Une grande partie des anciens communaux avait été vendue. On trouvait sur le territoire communal deux moulins à eau , un
moulin à huile, des carrières, une  sabloimière , une tourbière, un four à chaux et une briqueterie. Quelques habitants vivaient du tissage de la laine, activité qui avait tendance à remplacer le tissage de la toile qui avait fait la notoriété de Bulles.
Le 3 octobre 1876, une gare est établie sur la ligne de La Rue-Saint-Pierre à Saint-Just-en-Chaussée, facilitant le déplacement des habitants et le transport des marchandises.
Durant la fin du XIXe siècle, on trouvait, dans l'étendue du territoire, un moulin à eau, une scierie de bois et une scierie d'os pour brosses, trois usines sur la Brêche, deux briqueteries et deux fours à chaux, une carrière de moellon dur et un grand nombre de tourbières, dont une faible partie était exploitée. La population du chef-lieu de Bulles était de 638 habitants, celle de Monceaux était de 71 habitants et 98 habitants vivaient à Lorteil.

La gare de Billes au tout début du XXe siècle
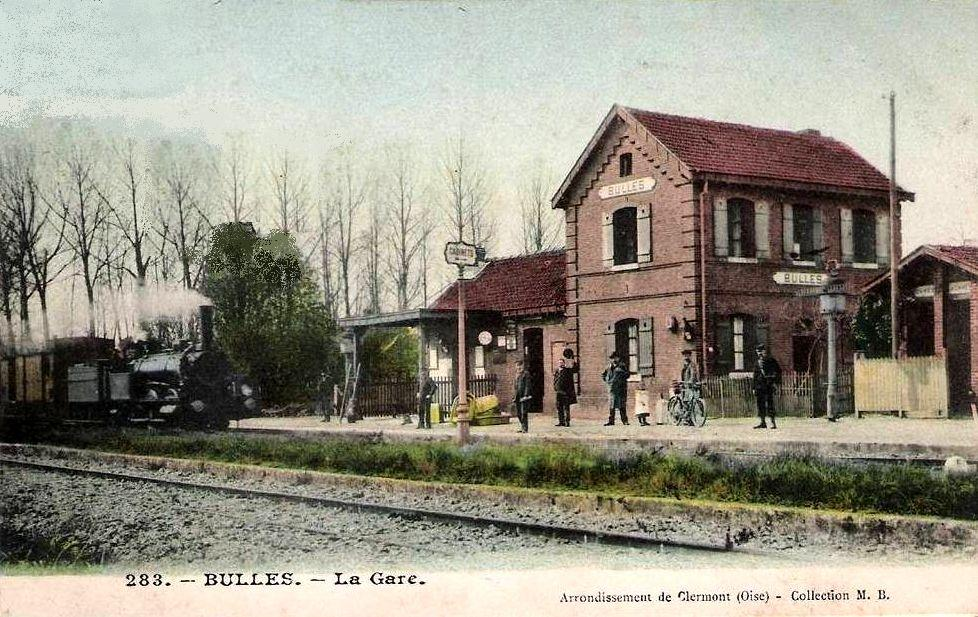
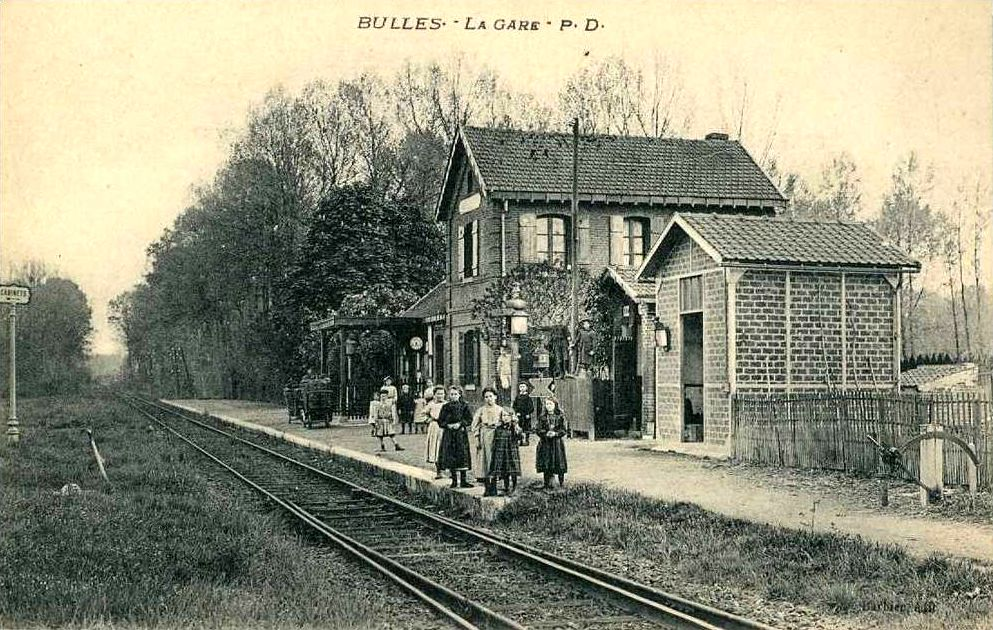
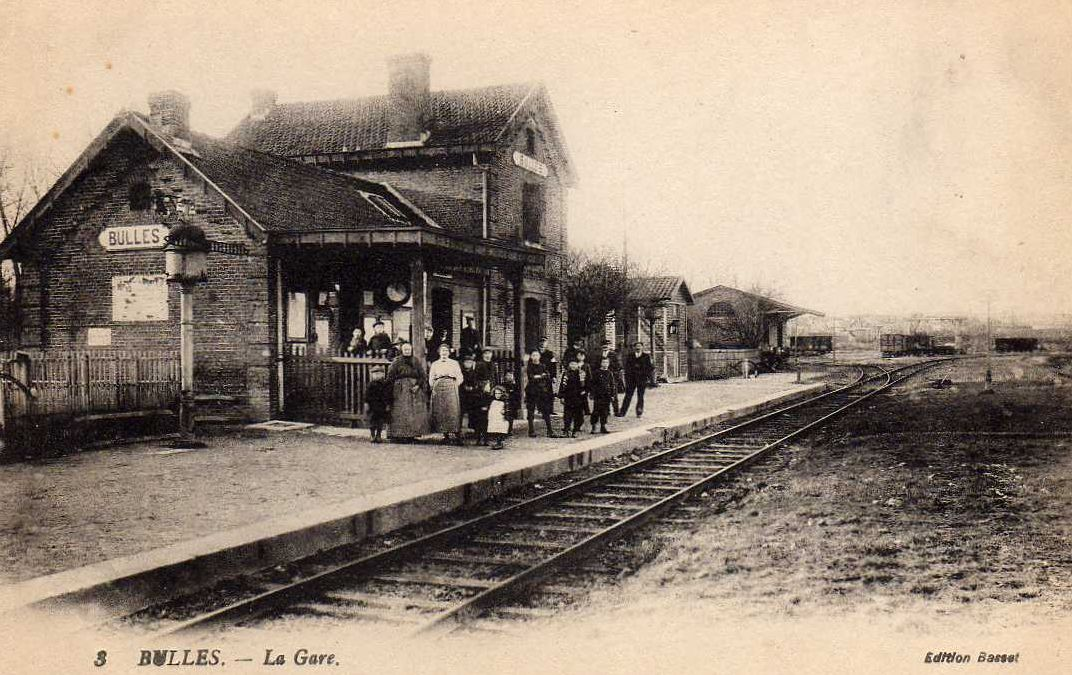
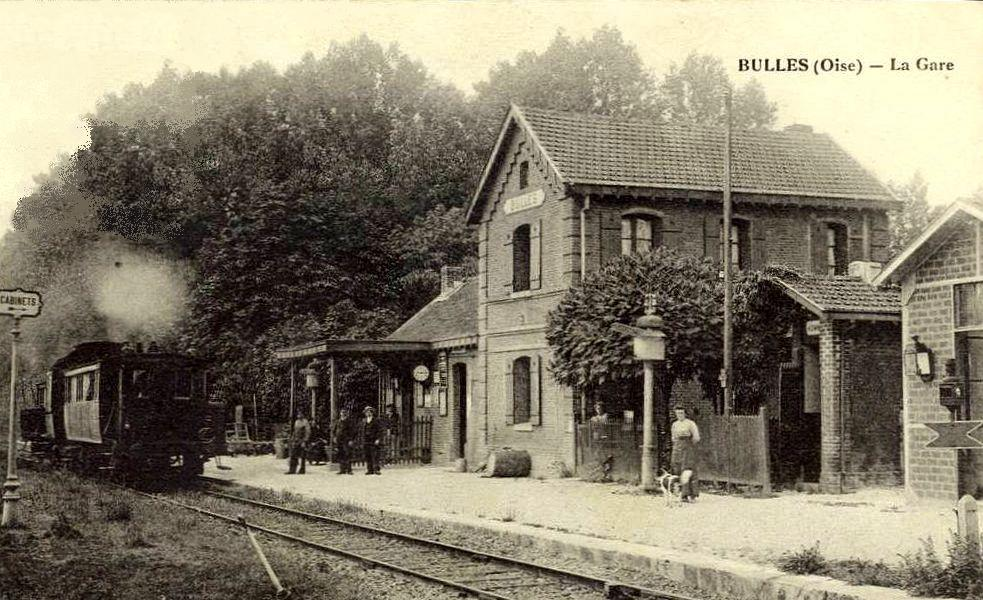

À la suite de la Seconde Guerre mondiale, le trafic voyageurs cesse sur la ligne de chemin de fer le 15 mai 1939. Le 12 novembre 1954, le tronçon entre Bulles et Saint-Just-en-Chaussée est déclassée. La gare de Bulles, se trouvant alors à l'extrémité de la ligne, est alors consacrée au trafic de marchandises jusqu'en 1973. À la suite du second  déclassement de la ligne entre la gare et La Rue-Saint-Pierre prononcé le 27 juillet 1973, la gare de Bulles ferme définitivement ses portes.
Durant la Seconde Guerre mondiale, pendant les combats de la Libération de la France, victimes d'une dénonciation, une soixantaine d'habitants Wavignies, Saint-Just-en-Chaussée, Catillon-Fumechon et Bulles sont arrêtées et transférées à la prison de Compiègne où elles sont interrogées, battues et torturées par la Gestapo de Creil. Le 18 août 1944, partent  du camp de Royallieu, pour être déportés à  Buchenwald, Certains meurent des conditions inhumaines de leur transport, et d'autres ont pu en revenir après la libération du camp. Une stèle commémorative a été inaugurée en 2019

## Politique et administration

### Rattachements administratifs et électoraux

#### Rattachements administratifs
La commune se trouve depuis 1942 dans l'arrondissement de Clermont du département de l'Oise.
Elle faisait partie depuis 1801 du canton de Clermont. Dans le cadre du redécoupage cantonal de 2014 en France, cette circonscription administrative territoriale a disparu, et le canton n'est plus qu'une circonscription électorale.

#### Rattachements électoraux
Pour les élections départementales, la commune fait partie depuis 2014 du canton de Saint-Just-en-Chaussée
Pour l'élection des députés, elle fait partie de la septième circonscription de l'Oise.

### Intercommunalité
Bulles est membre de la communauté de communes du Plateau Picard, un établissement public de coopération intercommunale (EPCI) à fiscalité propre créé fin 1999 et auquel la commune a transféré un certain nombre de ses compétences, dans les conditions déterminées par le code général des collectivités territoriales.

### Liste des maires
| Période                                  | Période                       | Identité         | Étiquette | Qualité                         |
| ---------------------------------------- | ----------------------------- | ---------------- | --------- | ------------------------------- |
| Les données manquantes sont à compléter. |                               |                  |           |                                 |
| 1808                                     |                               | Pierre Derrecart |           |                                 |
|                                          |                               | Jacques Corbière | DIV       |                                 |
| Les données manquantes sont à compléter. |                               |                  |           |                                 |
| mars 2001                                | 2014                          | Michel Baert     | DVD       |                                 |
| avril 2014                               | En cours (au 28 octobre 2021) | Sylvie Masset    |           | Réélue pour le mandat 2020-2026 |

## Population et société

### Démographie

#### Évolution démographique
L'évolution du nombre d'habitants est connue à travers les recensements de la population effectués dans la commune depuis 1793. Pour les communes de moins de 10 000 habitants, une enquête de recensement portant sur toute la population est réalisée tous les cinq ans, les populations de référence des années intermédiaires étant quant à elles estimées par interpolation ou extrapolation. Pour la commune, le premier recensement exhaustif entrant dans le cadre du nouveau dispositif a été réalisé en 2008.

En 2022, la commune comptait 851 habitants, en évolution de −6,07 % par rapport à 2016 (Oise : +0,87 %, France hors Mayotte : +2,11 %).
| 1793 | 1800 | 1806 | 1821  | 1831  | 1836  | 1841  | 1846  | 1851  |
| ---- | ---- | ---- | ----- | ----- | ----- | ----- | ----- | ----- |
| 936  | 962  | 975  | 1 017 | 1 071 | 1 098 | 1 010 | 1 037 | 1 040 |

| 1856  | 1861 | 1866 | 1872 | 1876 | 1881 | 1886 | 1891 | 1896 |
| ----- | ---- | ---- | ---- | ---- | ---- | ---- | ---- | ---- |
| 1 010 | 966  | 958  | 894  | 922  | 885  | 807  | 812  | 840  |

| 1901 | 1906 | 1911 | 1921 | 1926 | 1931 | 1936 | 1946 | 1954 |
| ---- | ---- | ---- | ---- | ---- | ---- | ---- | ---- | ---- |
| 788  | 800  | 789  | 735  | 704  | 633  | 634  | 645  | 662  |

| 1962 | 1968 | 1975 | 1982 | 1990 | 1999 | 2006 | 2008 | 2013 |
| ---- | ---- | ---- | ---- | ---- | ---- | ---- | ---- | ---- |
| 701  | 696  | 716  | 691  | 825  | 885  | 890  | 893  | 910  |

| 2018 | 2022 | - | - | - | - | - | - | - |
| ---- | ---- | - | - | - | - | - | - | - |
| 883  | 851  | - | - | - | - | - | - | - |

#### Pyramide des âges
La population de la commune est relativement jeune.
En 2018, le taux de personnes d'un âge inférieur à 30 ans s'élève à 35,1 %, soit en dessous de la moyenne départementale (37,3 %). À l'inverse, le taux de personnes d'âge supérieur à 60 ans est de 23,7 % la même année, alors qu'il est de 22,8 % au niveau départemental.
En 2018, la commune comptait 435 hommes pour 448 femmes, soit un taux de 50,74 % de femmes, légèrement inférieur au taux départemental (51,11 %).
Les pyramides des âges de la commune et du département s'établissent comme suit.
| Hommes | Classe d’âge | Femmes |
| ------ | ------------ | ------ |
| 0,5    | 90 ou +      | 0,9    |
| 6,2    | 75-89 ans    | 6,7    |
| 16,3   | 60-74 ans    | 17,0   |
| 20,5   | 45-59 ans    | 21,0   |
| 21,1   | 30-44 ans    | 19,6   |
| 14,0   | 15-29 ans    | 16,5   |
| 21,4   | 0-14 ans     | 18,3   |

| Hommes | Classe d’âge | Femmes |
| ------ | ------------ | ------ |
| 0,5    | 90 ou +      | 1,4    |
| 5,5    | 75-89 ans    | 7,6    |
| 15,6   | 60-74 ans    | 16,3   |
| 20,8   | 45-59 ans    | 20     |
| 19,4   | 30-44 ans    | 19,4   |
| 17,6   | 15-29 ans    | 16,2   |
| 20,6   | 0-14 ans     | 19,1   |

## Culture locale et patrimoine

### Lieux et monuments

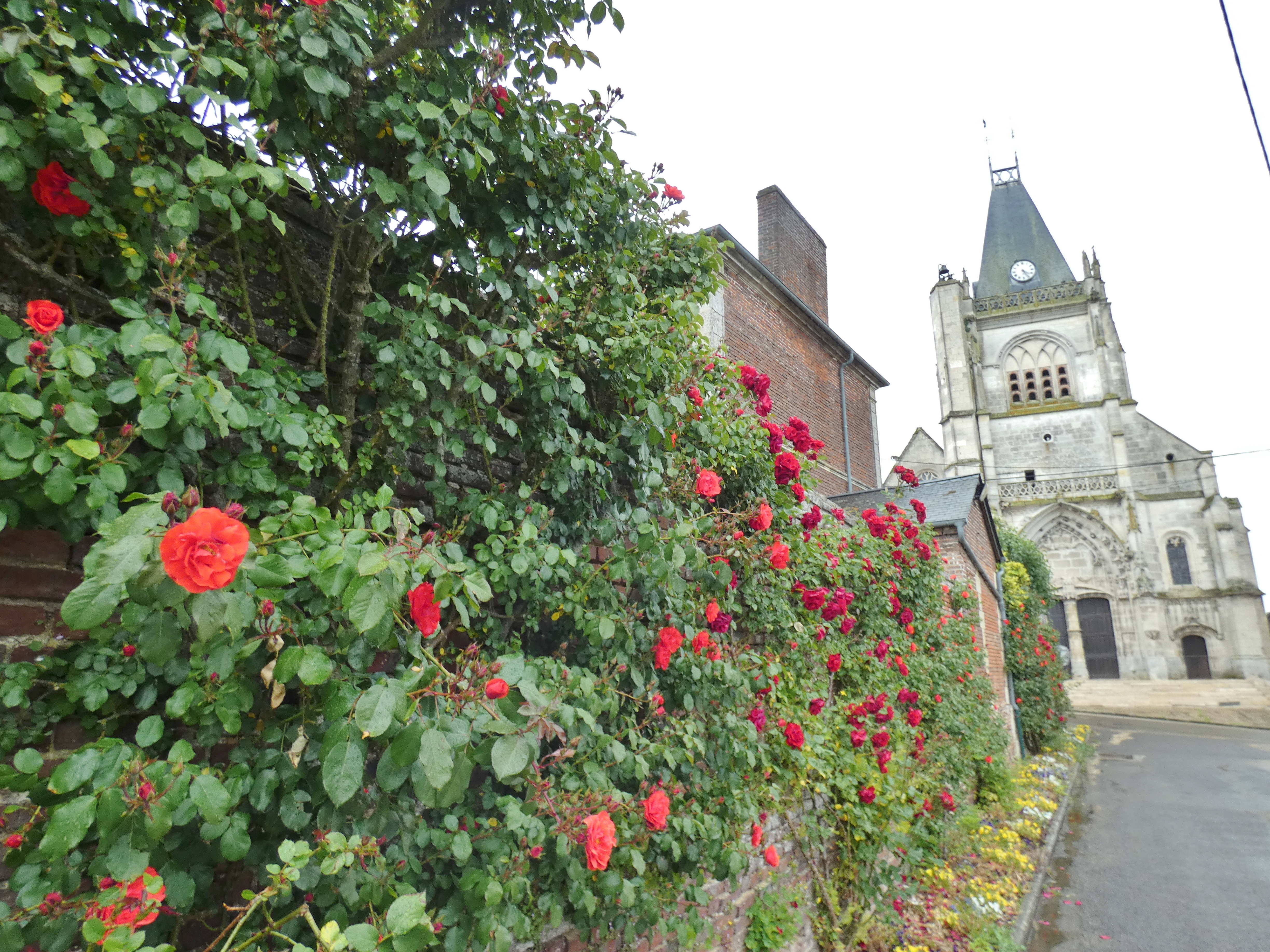
L'église Saint-Martin de Bulles

La commune possède un monument historique sur son territoire : 
- Église Saint-Martin : 
cette église, vaste édifice bâti en pierres crayeuses bien appareillées, dont la longue silhouette homogène que seuls rythment les contreforts est dominée par l'imposant clocher qui s'élève en façade, de style gothique tardif, date de 1502[Note 6]. Le 12 août 1636, les Espagnols mettent le feu à l'église, dont la façade n'est pas atteinte. 
L'ornementation de cette partie de l'édifice est riche : de larges moulures creuses, dont le fond est tapissé de reptiles et de ceps de vigne encadrent le grand portail. Entre les deux ventaux, s'élève un pilier surmontant une niche surmontée d'un dais très riche. D'autres niches se voient également des deux côtés de la porte. Au-dessus du portail règne une galerie ornée d'une balustrade et de gargouilles. Le clocher, placé sur la façade, présente des animaux fabuleux à profusion. 
L'église possède un mobilier de qualité et notamment son lutrin en fer forgé et bois du XVIIe siècle, réputé provenir du prieuré de Wariville, et la cuve baptismale de la seconde moitié du XVIe siècle, décorée de sculptures représentant des fleurons et des feuillages. Un portique forme une poutre de gloire avec les statues de la Vierge et de saint Jean qui séparent la nef du chœur[a 12],[45]. Le bâtiment fait l'objet d'une inscription au titre des monuments historiques en 2011[46]

On  peut également signaler
- Chapelle de Saine fontaine : située près du moulin du même nom, elle est le but d'un ancien pèlerinage longtemps très fréquenté. Reconstruite en 1775 ainsi que l'apprend l'inscription suivante, qu'on y voit encore. Ce petit édifice, dévasté pendant la révolution, fut rétabli en 1805 par les soins de Samson et Louis Lefebvre, de Bulles[a 2].
- Ruines du prieuré Sainte-Madeleine, situées dans une propriété privée et qui n'a plus que quelques  pans de mur.
Cette ancienne collégiale est fondée par Hugues de Dammartin et appartenait à  l'abbaye Saint-Lucien de Beauvais, puis attribuée aux religieux de Vézelay et transformée en prieuré sous le patronage de sainte Madeleine. 
Outre les ruines de l'édifice subsiste probablement son portail qui datait du XIIe siècle et avait  été démonté et vendu, mais sa trace a été perdue[47],[48].

- Moulin de Saine Fontaine : construit en 1803[a 2]par François Joly, meunier, au confluent du ru de Saine-Fontaine et de la Brêche, ce moulin à blé fut employé par une scierie d'os durant près d'un demi-siècle avant de devenir une cartoucherie en 1906. De 1908 à 1926, il devient une usine électrique puis de 1930 à 1985, une fabrique de découpage, emboutissage, tubes métalliques, présentoirs.
- Moulin du châtelet : situé à la sortie Sud-Ouest du village, au bord de la D 94, c'était un moulin à blé appartenant au prince de Condé, comte de Clermont. Reconstruit en 1818 et pourvu d'une chute de 2,30 mètres, il est connu sous le nom de « moulin de Bulles » depuis 1918. De 1890 à 1936] il est une scierie de bois et une fabrique des manches à balais.
- La fontaine de Sainte-Fontaine était autrefois était réputée pour guérir les fièvres. Ses eaux ne sont plus considérées comme potables, car trop chargées de nitrates[49]
- Croix et calvaires :
  - Butte du Calvaire, rue du calvaire
  - Croix Caucuit
  - Croix Saint-Ladre

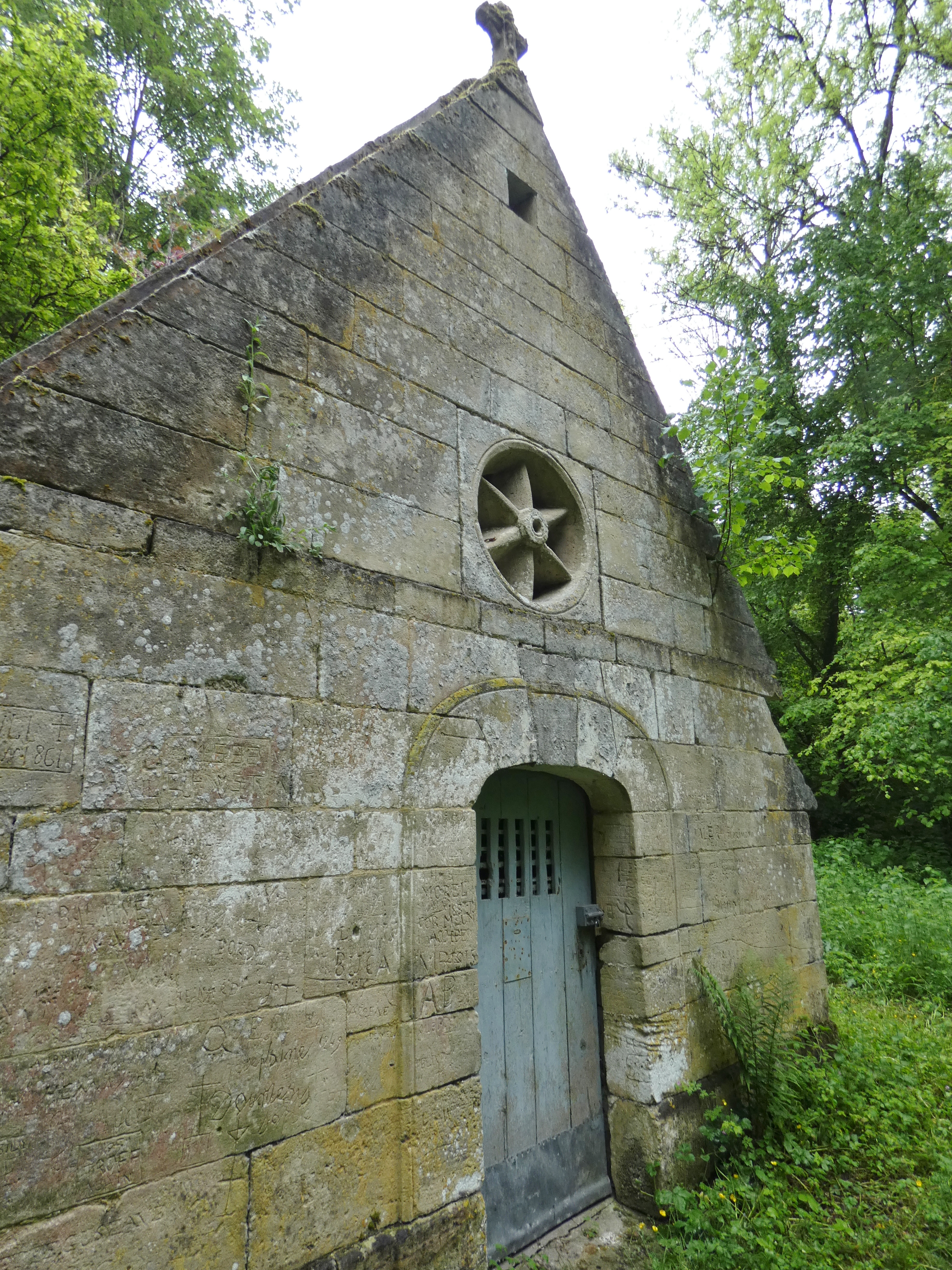
Chapelle de Sainefontaine
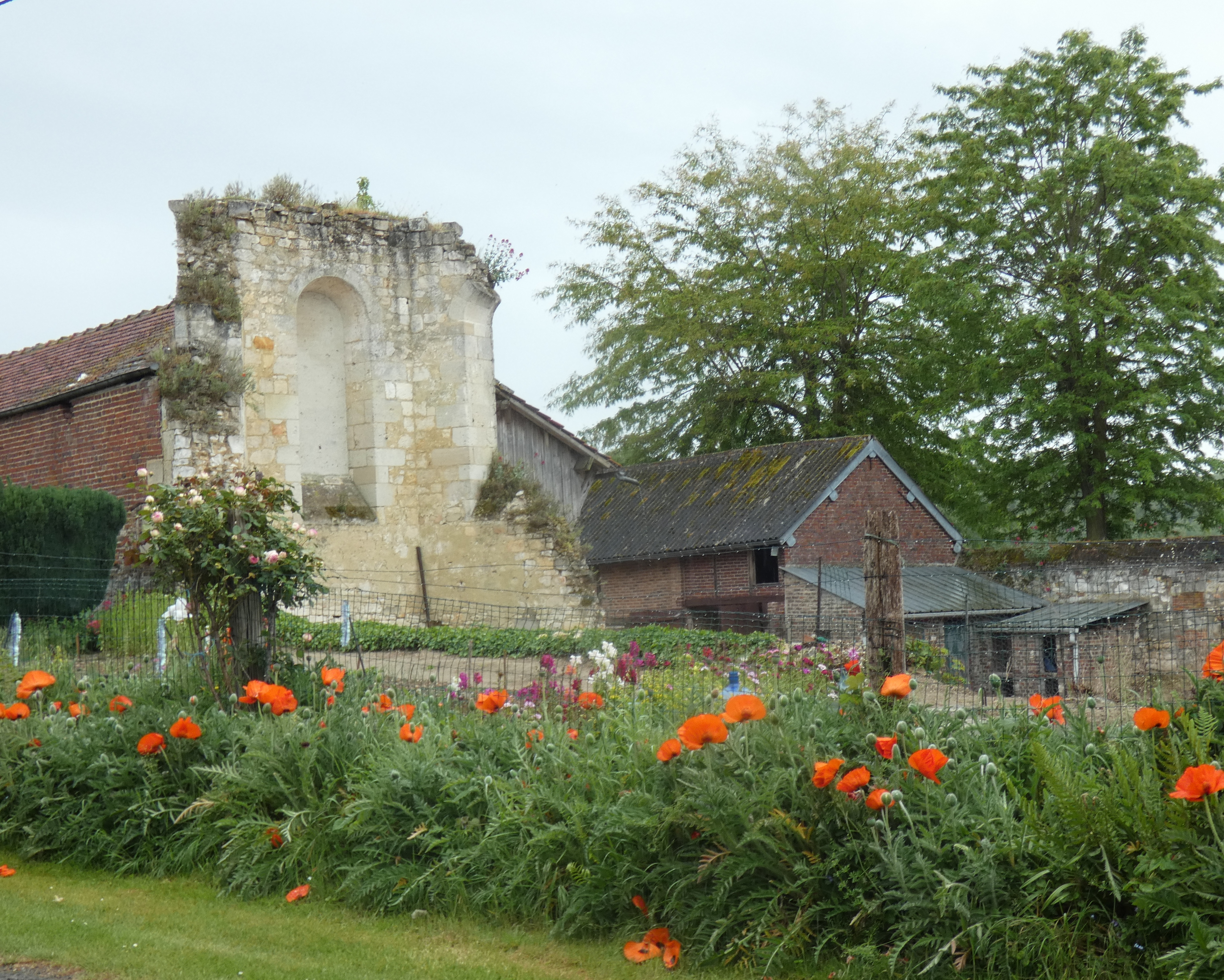
Ruines de la chapelle de la Madeleine
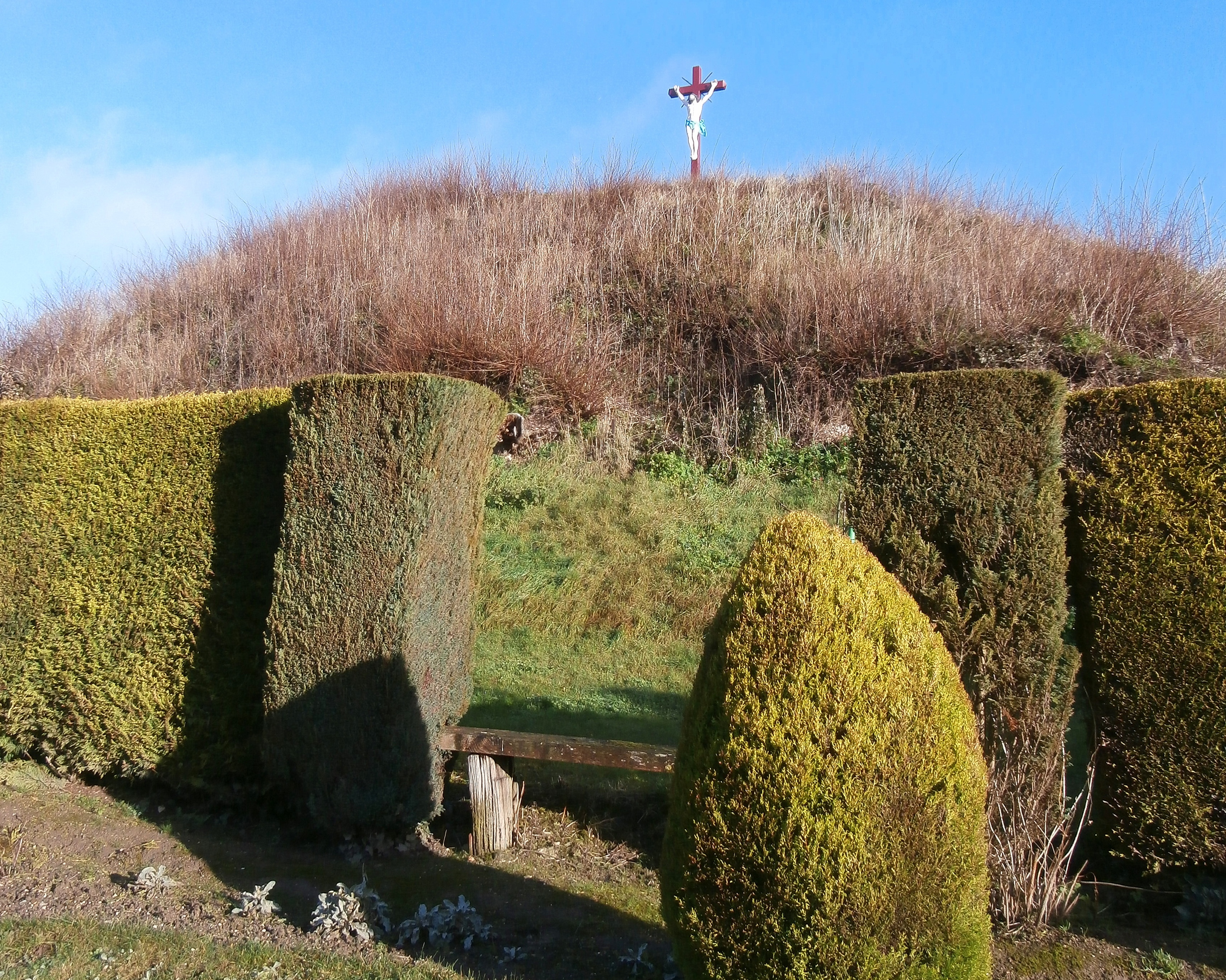
Butte du calvaire

### Héraldique
| Blason de Bulles | Blason  | D'or à une bande d'azur.                         |
| Blason de Bulles | Détails | Le statut officiel du blason reste à déterminer. |